# Pseudosaproecius bateke
Pseudosaproecius bateke är en skalbaggsart som beskrevs av Yves Cambefort och Walter 1977. Pseudosaproecius bateke ingår i släktet Pseudosaproecius och familjen bladhorningar. Inga underarter finns listade i Catalogue of Life.